# HD 7924
HD 7924 — звезда в созвездии Кассиопеи. Находится на расстоянии около 55 световых лет от Солнца. Вокруг звезды обращается, как минимум, три планеты.

## Характеристики
Звезда представляет собой оранжевый карлик спектрального класса K0 с массой и диаметром, равными 0,8 и 0,75 солнечных соответственно. Температура поверхности приблизительно равна 5177 градусам по Кельвину, а скорость вращения вокруг собственной оси — 1,35 км/с. HD 7924 — довольно старая звезда возрастом 3,8 млрд лет. Как и многие оранжевые карлики она имеет большую хромосферную активность, из-за которой обнаружение субзвёздных объектов затруднено.

## Планетная система

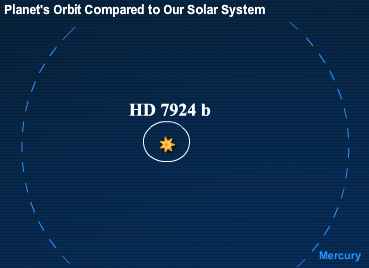
Орбита планеты HD 7924 b в сравнении с орбитой Меркурия

В январе 2009 года было объявлено об открытии маломассивной планеты HD 7924 b в системе. Она относится к горячим нептунам, то есть имеет массу, превосходящую массу Земли в 8,68 раз и обращается очень близко к родительской звезде — на расстоянии всего 0,05 а.е., совершая полный оборот за 5,4 суток.
Вторая планета была открыта в апреле 2015 года. Её масса — 7,86 земных масс, период обращения — 15 суток, эксцентриситет равен 0,098.
Третья планета по массе попадает на границу между суперземлями и мининептунами. Период обращения планеты составляет 24,5 суток, эксцентриситет оценивается (очень неуверенно) в 0,21.
Фотометрирование звезды показало отсутствие транзитов всех трёх планет.

## Ближайшее окружение звезды
Следующие звёздные системы находятся на расстоянии в пределах 20 световых лет от HD 7924:
| Звезда      | Спектральный класс | Расстояние, св. лет |
| HIP 2120    | M0 V               | 7,4                 |
| GJ 820.1    | DA6 /VII           | 7,6                 |
| HD 24451    | K4 V               | 9,0                 |
| GJ 3248     | M V                | 9,3                 |
| γ Цефея AB  | K1 IV V / M4 V     | 11                  |
| V368 Цефея  | G9 V               | 12                  |
| HD 25665    | G5-K2 V            | 15                  |
| HD 46588 AB | F8 V / ?           | 16                  |
| HD 9407     | G6 V               | 16                  |
| HD 5015 AB  | F8 V-IV / ?        | 17                  |
| HD 62613    | G8 V               | 17                  |
| HD 33564 AB | F6 V / ?           | 19                  |